# Sigurd Mathisen
Sigurd Mathisen (26. dubna 1884 Kristiania – 4. března 1919) byl norský rychlobruslař.
Mezinárodních závodů se účastnil od roku 1902, kdy startoval na Mistrovství světa. V následujícím roce debutoval na kontinentálním šampionátu. Na Mistrovství světa 1904 původně skončil na třech tratích víceboje (ze čtyř) druhý. Šampionem se stal Peter Sinnerud, jenž vyhrál všechny distance. Ten však byl následně diskvalifikován, neboť se předtím v Severní Americe účastnil profesionálních závodů, což bylo v rozporu s pravidly Mezinárodní bruslařské unie. Titul mistra světa tak připadl právě Sigurdu Mathisenovi. V dalších letech bylo největším Mathisenovým úspěchem čtvrté místo na Mistrovství Evropy 1909. Je rovněž mnohonásobným medailistou z norských šampionátů. Poslední závody absolvoval v roce 1911.
Jeho bratr Oscar Mathisen byl rovněž rychlobruslařem.